# (300126) 2006 VC25
(300126) 2006 VC25 es un asteroide perteneciente al cinturón de asteroides, descubierto el 10 de noviembre de 2006 por el equipo del Spacewatch desde el Observatorio Nacional de Kitt Peak, Arizona, Estados Unidos.

## Designación y nombre
Designado provisionalmente como 2006 VC25.

## Características orbitales
2006 VC25 está situado a una distancia media del Sol de 3,100 ua, pudiendo alejarse hasta 3,188 ua y acercarse hasta 3,013 ua. Su excentricidad es 0,028 y la inclinación orbital 11,66 grados. Emplea 1994,39 días en completar una órbita alrededor del Sol.
Los próximos acercamientos a la órbita de Júpiter se producirán el 2 de enero de 2083 y el 30 de octubre de 2153, entre otros.

## Características físicas
La magnitud absoluta de 2006 VC25 es 15,6. Tiene 4 km de diámetro y su albedo se estima en 0,054.